# Michał Kucharczyk
Michał Kucharczyk (Warschau, 20 maart 1991) is een Pools voetballer die bij voorkeur als aanvaller speelt. Sinds 2020 speelt hij voor Pogoń Szczecin.

## Clubcarrière
Hij begon zijn voetbalcarrière bij Świt Nowy Dwór Mazowiecki. In 2008 debuteerde hij in de III liga. In het seizoen 2008/2009 was hij samen met Krzysztof Wierzba topscorer van de liga, afkomstig uit de groep łódzko-mazowiecka. In 2009 werd hij gecontracteerd bij Legia Warschau, waarop Świt Kucharczyk direct terughaalde en hem in de II liga liet spelen. In het seizoen 2010/2011 was hij weer naar Legia Warschau teruggekeerd. In tweeënhalf jaar (61 wedstrijden) scoorde Kucharczyk veertig keer. Op 24 september 2010 maakte hij zijn eerste doelpunt in de Ekstraklasa tegen Lech Poznań. Met Warschau won Kucharczyk de landstitel in 2013 en in 2014.

## Interlandcarrière
Michał Kucharczyk maakte zijn debuut voor Polen in een vriendschappelijke interland tegen Moldavië op 6 februari 2011. Hij speelde vijfenveertig minuten. Op 18 januari 2014 maakte hij zijn eerste en vooralsnog enige interlanddoelpunt in een oefenwedstrijd (0–3 winst) tegen Noorwegen.
| Interlands van Michał Kucharczyk voor Polen | Interlands van Michał Kucharczyk voor Polen | Interlands van Michał Kucharczyk voor Polen | Interlands van Michał Kucharczyk voor Polen | Interlands van Michał Kucharczyk voor Polen | Interlands van Michał Kucharczyk voor Polen | Interlands van Michał Kucharczyk voor Polen |
| №                                           | Datum                                       | Wedstrijd                                   | Uitslag                                     | Soort wedstrijd                             | Doelpunten                                  |                                             |
| Als speler bij Legia Warschau               | Als speler bij Legia Warschau               | Als speler bij Legia Warschau               | Als speler bij Legia Warschau               | Als speler bij Legia Warschau               | Als speler bij Legia Warschau               | Als speler bij Legia Warschau               |
| ------------------------------------------- | ------------------------------------------- | ------------------------------------------- | ------------------------------------------- | ------------------------------------------- | ------------------------------------------- | ------------------------------------------- |
| 1.                                          | 6 februari 2011                             | Moldavië – Polen                            | 0 – 1                                       | Vriendschappelijk                           | 0                                           |                                             |
| 2.                                          | 25 maart 2011                               | Litouwen – Polen                            | 2 – 0                                       | Vriendschappelijk                           | 0                                           |                                             |
| 3.                                          | 29 maart 2011                               | Griekenland – Polen                         | 0 – 0                                       | Vriendschappelijk                           | 0                                           |                                             |
| 4.                                          | 5 juni 2011                                 | Polen – Argentinië                          | 2 – 1                                       | Vriendschappelijk                           | 0                                           |                                             |
| 5.                                          | 22 mei 2012                                 | Letland – Polen                             | 0 – 1                                       | Vriendschappelijk                           | 0                                           |                                             |
| 6.                                          | 2 februari 2013                             | Polen – Roemenië                            | 4 – 1                                       | Vriendschappelijk                           | 0                                           |                                             |
| 7.                                          | 18 januari 2014                             | Polen – Noorwegen                           | 3 – 0                                       | Vriendschappelijk                           | 1                                           |                                             |
| 8.                                          | 18 november 2014                            | Polen – Zwitserland                         | 2 – 2                                       | Vriendschappelijk                           | 0                                           |                                             |
| 9.                                          | 29 maart 2015                               | Ierland – Polen                             | 1 – 1                                       | Kwalificatie EK 2016                        | 0                                           |                                             |

Bijgewerkt op 26 april 2016.

## Erelijst
Legia Warschau
- Ekstraklasa

2012/13, 2013/14, 2015/16
- Puchar Polski

2010/11, 2011/12, 2012/13, 2014/15, 2015/16